# Edward Martyn
Edward Martyn, född den 30 januari 1859 i Tullira, County Galway, död där den 5 december 1923, var en irländsk författare. 
Martyn var en av de första, som rycktes med av den irländska rörelsen, trots att han varken stod allmogen och dess språk nära eller delade Yeats keltiska mysticism. Skådespelet The heatherfield (1899), som visade Martyn som en lärjunge av Ibsen och skildrade den keltiska idealismens sammanstötning med den hårda verkligheten, hade likväl stor framgång. Den följdes av bland annat Maeve (samma år), den sensationella The enchanted sea (1902), den politiska propagandapjäsen A tale of a town (samma år), The place hunters (1905) och Grangecolman (1912).